# 영암 문창집 가옥
영암 문창집 가옥(靈岩 文昶集 家屋)은 대한민국 전라남도 영암군 영암읍 장암리에 있는 가옥이다. 1987년 6월 1일 전라남도의 문화재자료 제149호로 지정되었다.

## 개요
조선 광해군 5년(1613) 애송당 문익현이 지어 14대째 내려오고 있다. 현 소유자인 문창집의 5대조 문병호가 고쳐 지었으며, 1968년에는 문간채를 새로 지었다.
건물은 안채, 사랑채, 문간채 등으로 구성되어 있다. 안채와 사랑채는 앞면 5칸 규모에 앞뒤로 툇마루를 두었다. 지붕은 옆면에서 볼 때 여덟 팔(八)자 모양을 한 팔작지붕이다. 문간채는 앞면 3칸 규모이며 문은 솟을대문 형식으로 꾸몄다.
350년 이상된 건물로 일부 수리가 있었지만, 대체로 원형을 잘 보존한 이 지방 전통 가옥이다.

## 주변 건축 허용기준
2020년 1월 16일 '전라남도 지정문화재 역사문화환경 보존지역 내 건축행위 등에 관한 허용기준'이 고시되었다.

## 참고 자료
- 영암 문창집 가옥 - 국가유산청 국가유산포털